# Everybody (singel Shinee)
„Everybody” – singel południowokoreańskiej grupy SHINee, wydany cyfrowo 14 października 2013 roku w Korei Południowej. Promował minialbum o tym samym tytule. Singel sprzedał się w Korei Południowej w nakładzie 433 766 egzemplarzy (stan na listopad 2013).
Choreografia do teledysku Everybody została opracowana przez Tony'ego Testa. Teledysk do utworu ukazał się 10 października 2013 na oficjalnym kanale YouTube wytwórni.
Utwór został nagrany ponownie w języku japońskim i znalazł się na japońskim albumie I'm Your Boy.

## Lista utworów
| Nr | Tytuł       | Słowa          | Muzyka                         | Czas |
| -- | ----------- | -------------- | ------------------------------ | ---- |
| 1. | "Everybody" | Cho Yoon-kyung | Thomas Troelsen, Coach & Sendo | 4:09 |

## Notowania
| Lista                       | Pozycja |
| --------------------------- | ------- |
| Gaon Weekly Digital Chart   | 1       |
| Gaon Monthly Digital Chart  | 8       |
| Gaon Streaming Chart        | 17      |
| Gaon Weekly Download Chart  | 1       |
| Gaon Monthly Download Chart | 16      |
| Gaon Mobile Chart           | 18      |